# Dardanus vulnerans
Dardanus vulnerans is een tienpotigensoort uit de familie van de Diogenidae. De wetenschappelijke naam van de soort is voor het eerst geldig gepubliceerd in 1892 door Thallwitz.